# Hull Bridge
Hull Bridge – wieś w Anglii, w hrabstwie East Riding of Yorkshire. Leży 14 km na północ od miasta Hull i 262 km na północ od Londynu.